# Shenzhou 5
Shenzhou 5 (xinès: 神舟五号; pinyin: shénzhōu wǔ hào) va ser la primera missió de vol espacial humà del programa espacial xinès, llançada el 15 d'octubre de 2003. La nau espacial Shenzhou es va llançar en un vehicle de llançament Llarga Marxa 2F. Hi havia hagut quatre vols anteriors de missions de Shenzhou sense tripulació des de 1999. La Xina es va convertir en el tercer país del món en tenir capacitat de vol espacial humà independent després de la Unió Soviètica (més tard, Rússia) i els Estats Units.

## Tripulació
Només hi havia un astronauta a bord, originalment un pilot de caça de la força aèria xinesa que realitzava el seu primer vol espacial.
- Comandant:  Yang Liwei (1)

 El nombre entre parèntesis indica el nombre de vols espacials realitzats per l'astronauta, incloent el Shenzhou 5.
El seu substitut d'aquest vol va ser Zhai Zhigang, que va volar a bord del Shenzhou 7.

## Paràmetres de la missió
- Massa: 7.890 kg
- Perigeu: 332 km
- Apogeu: 336 km
- Inclinació: 42,4°
- Període: 91,2 minuts
- NSSDC ID: 2003-045A

## Aspectes destacats de la missió
Shenzhou 5 es va llançar a les 09:00 (UTC +8) des del Centre de Llançament de satèl·lits de Jiuquan, una base de llançament al desert de Gobi a la província de Gansu, entrant a l'òrbita 343 km sobre la Terra a les 09:10 (UTC +8) amb l'astronauta Yang Liwei (杨利伟), un tinent coronel de 38 anys de l'Exèrcit Popular d'Alliberament i antic pilot de caça. El llançament va convertir la Xina en el tercer país en llançar una persona a l'espai de manera independent, després de la Unió Soviètica i els Estats Units. El llançament del Shenzhou va ser el resultat d'un programa espacial amb tripulació que va començar el 1992.
Ni el llançament ni la reentrada es van televisar en directe, però l'hora tant del llançament com de la reentrada s'havia anunciat àmpliament per endavant, i les notícies van aparèixer a la China Central Television pocs minuts després dels dos esdeveniments.

### Vol espacial orbital

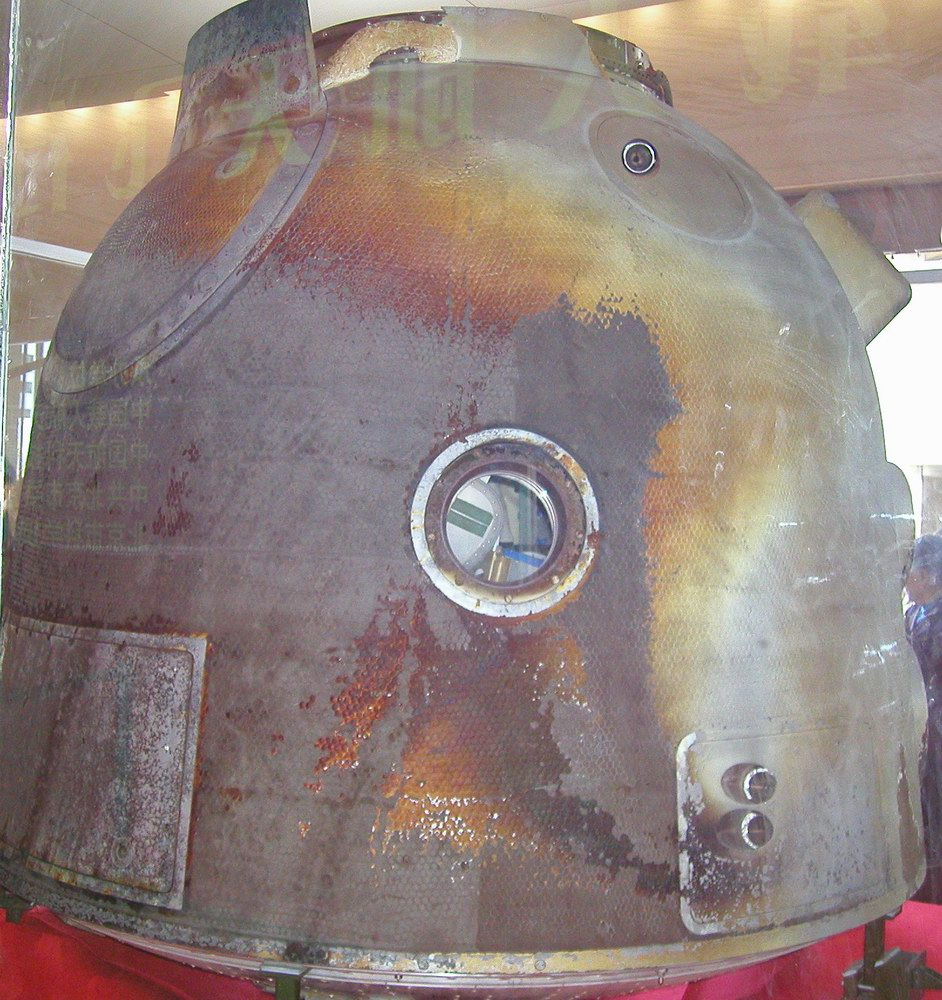
Càpsula de reentrada Shenzhou 5

La nau espacial Shenzhou va fer 14 òrbites i va aterrar 21 hores després del llançament. Va tornar a entrar a l'atmosfera terrestre a les 06:04 (UTC +8) del 16 d'octubre de 2003 (22:04 UTC del 15 d'octubre de 2003), el seu paracaigudes es va obrir amb normalitat i l'astronauta va dir que es trobava bé. L'aterratge va tenir lloc a les 06:28 (UTC +8), a només 4,8 quilòmetres del lloc d'aterratge previst a Mongòlia Interior, segons el govern. El mòdul orbital de la nau es va mantenir en òrbita; va continuar amb experiments automatitzats fins al 16 de març de 2004 i va decaure el 30 de maig.
El primer ministre Wen Jiabao va felicitar la primera persona del país a l'espai després del seu retorn segur a la Terra. Yang va sortir de la càpsula uns 15 minuts més tard i va saludar als membres de l'equip de recuperació.
El centre de control de Pequín va declarar més tard que la primera missió de nau espacial tripulada de la Xina havia tingut èxit després que Yang Liwei sortís de la seva càpsula.

### L'experiència de Yang a l'espai
Durant el vol, Yang portava bolquers. Quan se li va preguntar sobre la seva experiència a bord del Shenzhou 5, va declarar: "Millor no pixar al bolquer... Al nadó no li agrada, a un adult tampoc."
A més, Yang va informar de vibracions anormals que van aparèixer 120 segons després del llançament (efecte pogo), que va descriure com "molt incòmodes". Com a conseqüència, es van prendre mesures correctores per al disseny del següent coet portador CZ-2F per al vol Shenzhou 6.

## Galeria

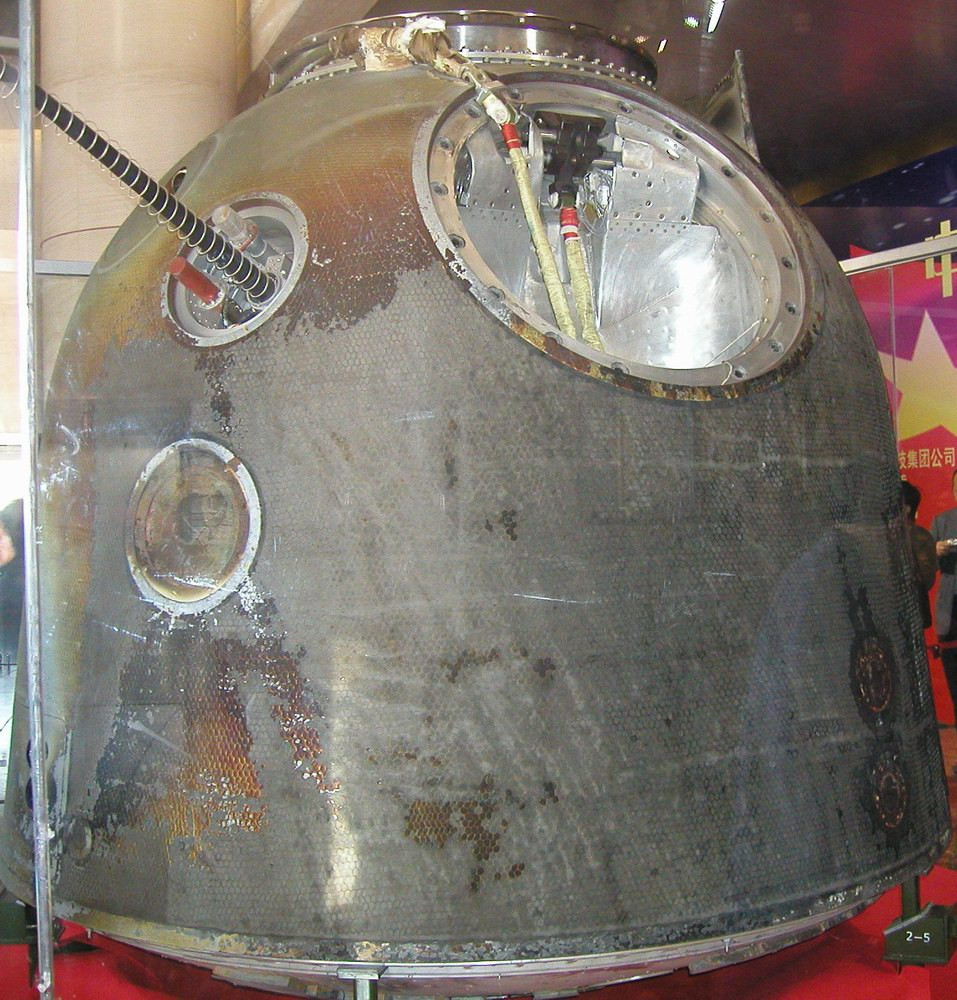
Càpsula de reentrada Shenzhou 5 en exposició
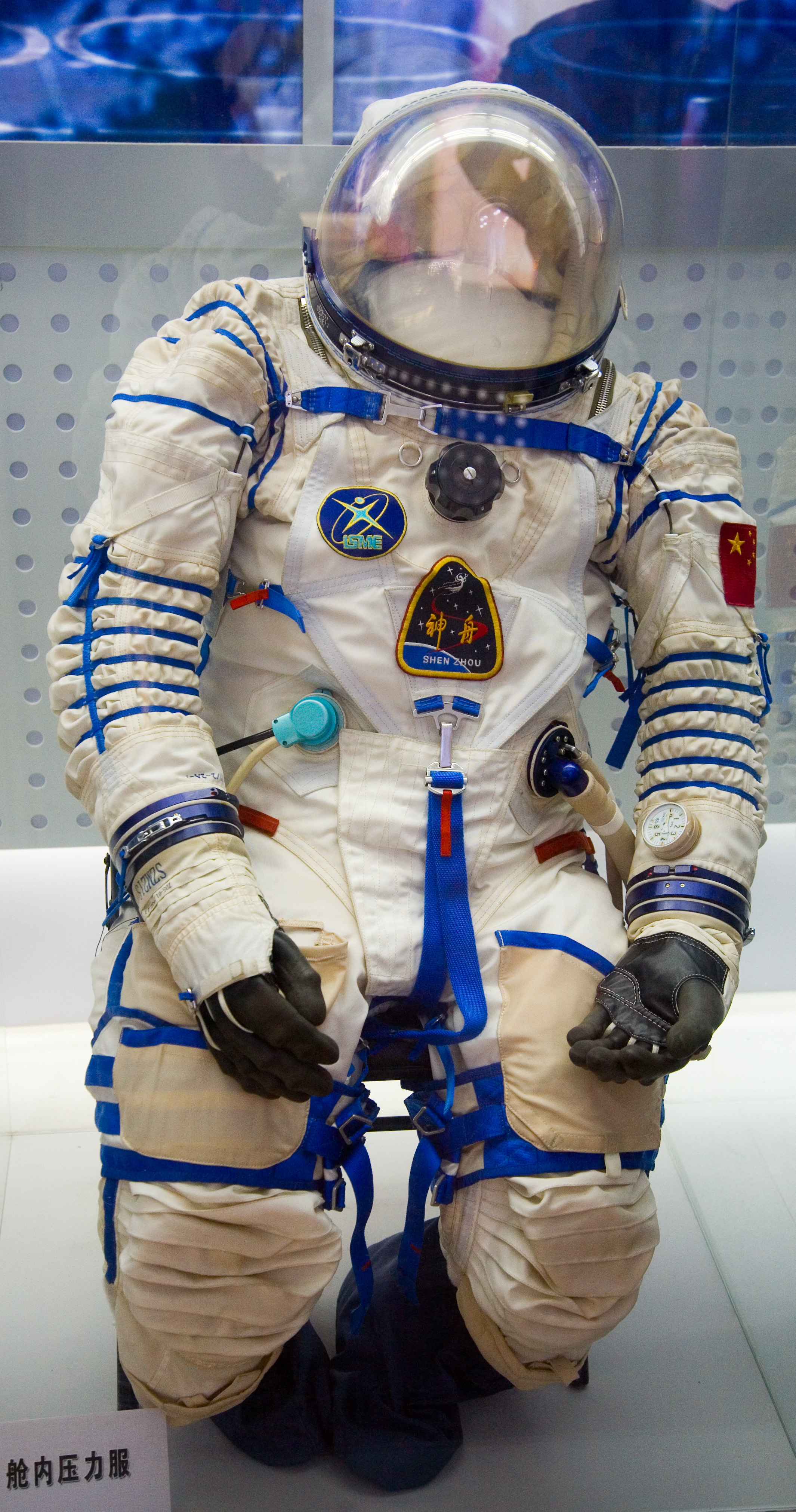
Es mostra el vestit espacial que portava Yang Liwei, l'únic tripulant del Shenzhou 5
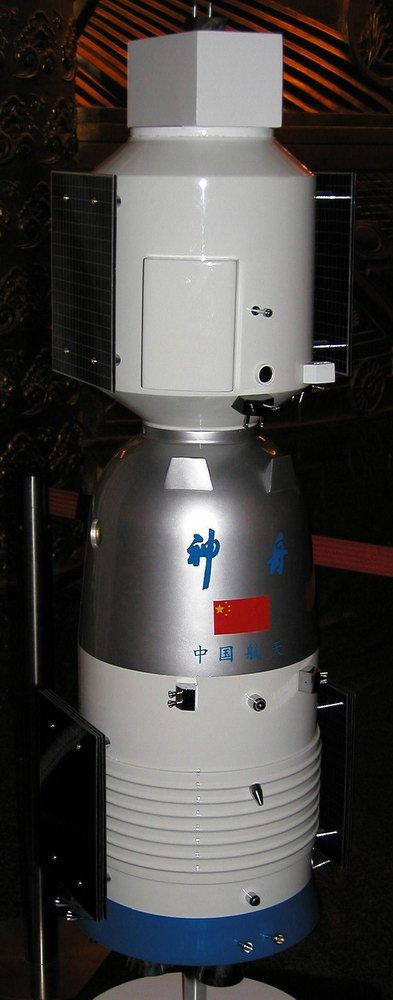
Maqueta de la nau espacial Shenzhou 5